# Trichostomum marginatum
Trichostomum marginatum là một loài rêu trong họ Pottiaceae. Loài này được H. Rob. mô tả khoa học đầu tiên năm 1971.